# Hans Georg Bulla

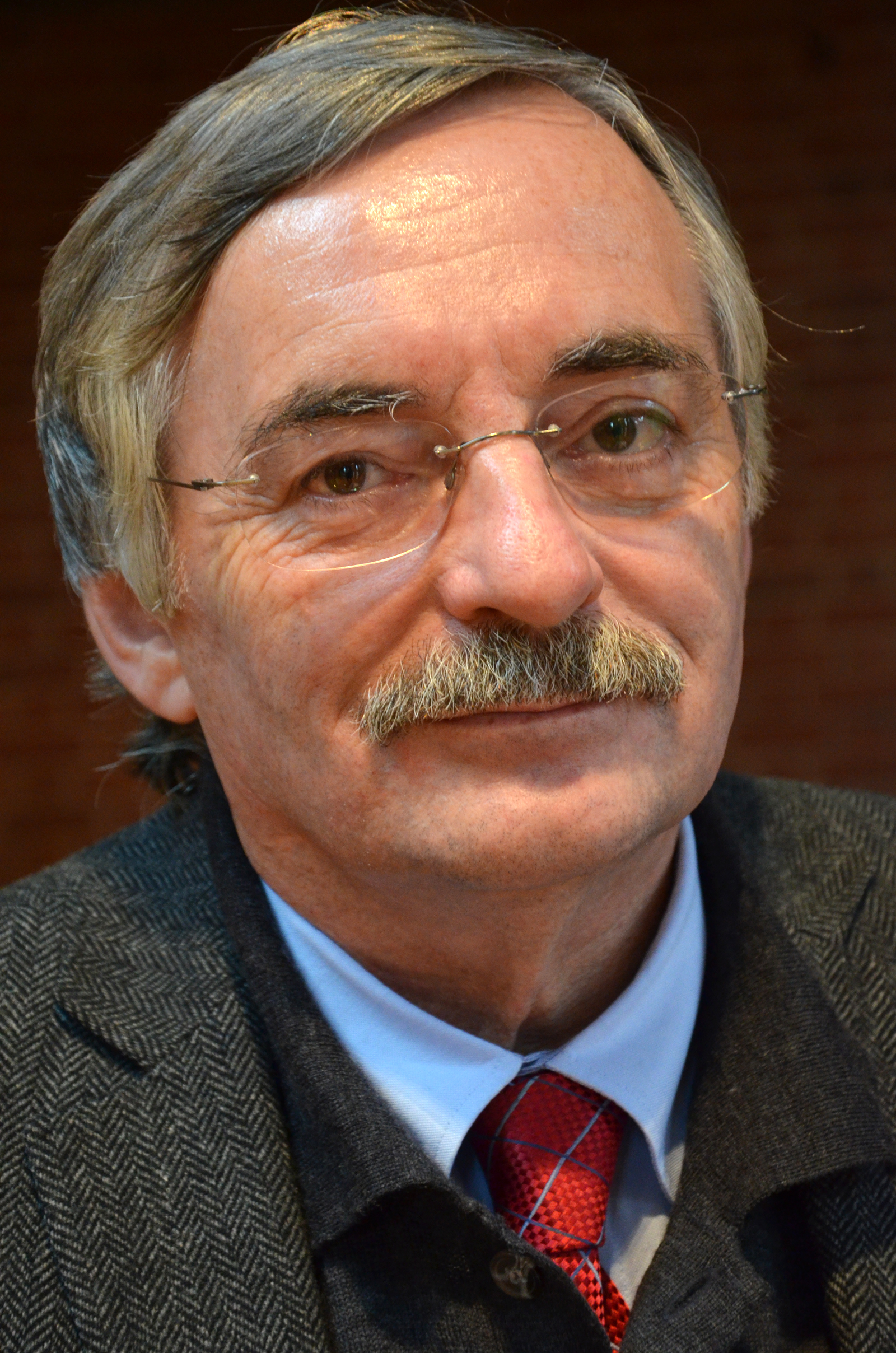
Hans Georg Bulla

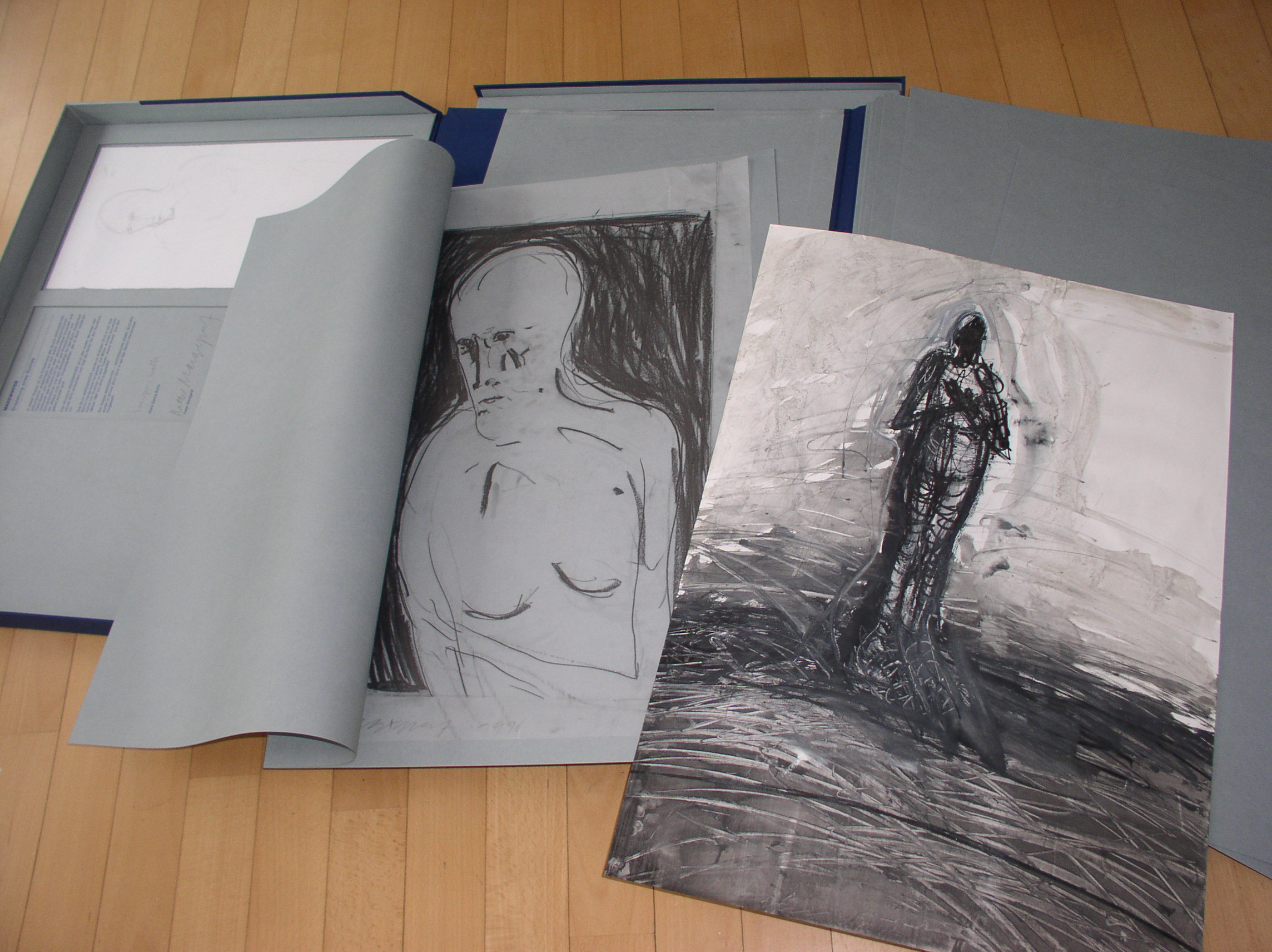
Eine Kassette zur Entstehung des Buches „Märzwinter“ mit Gedichten von Hans Georg Bulla, die Peter Marggraf im Frühjahr 2013 hergestellt hat. Sie wird in der Vorarlberger Landesbibliothek aufbewahrt.

Hans Georg Bulla (* 20. Juni 1949 in Dülmen) ist ein deutscher Lyriker, Lektor und Herausgeber.

## Leben
Nach seinem Abitur (1967) in Münster begann Bulla sein Studium an der dortigen Universität, das er an der Universität Konstanz fortsetzte und 1973 mit dem Staatsexamen (Linguistik/Anglistik, Erziehungswissenschaften und Germanistik) abschloss. Danach arbeitete er an der Universität in der Bildungsforschung und promovierte 1981 in Sozialwissenschaften.
Ab Mitte der 60er Jahre war Bulla in der literarischen „Alternativen Szene“ aktiv, veröffentlichte erste Gedichte und gehörte dann zu den Gründern der Konstanzer Literaturzeitschrift Univers. 1975 veröffentlichte der holländische Pressendrucker und Kleinverleger Eric van der Wal seinen bibliophilen Debütband „Kleinigkeiten“, dem zahlreiche weitere Veröffentlichungen (so zum Beispiel beim Suhrkamp-Verlag) folgten. Johann P. Tammen kennzeichnet in der Literaturzeitschrift die horen den Lyriker Bulla so: „[Sein] Augen-Maß für die kleinen Alltagsdinge ist präzis wägend und bergend. Er stapelt nicht hoch, sondern sorgt für größtmögliche Anschauung.“
Seit Anfang der 80er Jahre ist Bulla Lektor und Herausgeber der deutschsprachigen Editionen des niederländischen Verlegers Eric van der Wal und hat seither mehr als 120 Titel, darunter zahlreiche Debüts, betreut (zum Beispiel von Maria Beig, Sabine Küchler, Hugo Dittberner, Walter Helmut Fritz und Hermann Kinder). Als Literaturkritiker und Kulturjournalist hat er u. a. für die NZZ und den Südwestfunk gearbeitet.
Bulla war in zahlreichen literarischen Jurys und Projekten aktiv, z. B. mehr als anderthalb Jahrzehnte lang im Literarischen Beirat des Lüneburger Heinrich-Heine-Hauses. Gegenwärtig ist er u. a. im Redaktionsbeirat des Literaturzeitschrift Ort der Augen (Sachsen-Anhalt) tätig. Daneben gibt er die bibliophilen Erstveröffentlichungen der San-Marco-Handpresse (Neustadt) heraus.
Bulla ist Mitglied des PEN-Zentrums Deutschland. Er arbeitet in der niedersächsischen Erwachsenen- und Weiterbildung und lebt in der Gemeinde Wedemark im Norden der Region Hannover.

## Auszeichnungen
- 1978 Kurzgeschichtenpreis der Stadt Osnabrück
- 1982 Marburger Literaturpreis
- 1983 Förderpreis der Stadt Konstanz
- 1984 Reisestipendium des Auswärtigen Amtes (England)
- 1985 Annette-von-Droste-Hülshoff-Preis
- 1988/89 Stipendium des Deutschen Studienzentrums in Venedig
- 1990 Niedersächsisches Künstlerstipendium
- 1996 Kurt-Morawietz-Literaturpreis der Stadt Hannover[2]

## Werke
- Rückwärts einparken. Friedliche Geschichten. Septemberbuch. Münster 1977. ISBN 3-9800140-0-2
- Ausgeträumt. 10 Erzählungen. (Mitverfasser.) Suhrkamp. Frankfurt 1978. ISBN 3-518-02034-X
- Landschaft mit langen Schatten. Sauerländer. Aarau 1978. ISBN 3-7941-1590-2
- Weitergehen. Gedichte. Suhrkamp. Frankfurt 1980. ISBN 3-518-11002-0
- Der Schwimmer. Gedichte. Suhrkamp Verlag. Frankfurt 1982 ISBN 3-518-02526-0
- Kindheit und Kreide. Gedichte. Suhrkamp. Frankfurt 1986. ISBN 3-518-02573-2
- Verzögerte Abreise. Gedichte. Basilisken-Presse. Marburg 1986. ISBN 3925347003
- Das Versprechen des Körpers. Hörspiel. Norddeutscher Rundfunk 1987
- Die Bücher, die Bilder, die Stimmen. Gedichte. Eric van der Wal. Bergen/Holland 1989
- Katzentage. Gedichte. Eric van der Wal. Bergen/Holland 1990
- Verlorene Gegenden. Gedichte. Pfaffenweiler-Presse. Pfaffenweiler 1990. ISBN 3-927702-04-8
- Über Land. Ausgewählte Gedichte. Edition m. Leipzig 1993. ISBN 3-910171-05-2
- Doppel. Gedichte. Eric van der Wal. Bergen/Holland 1995
- Flügel über der Landschaft. Gedichte mit zwei Radierungen von Peter Marggraf. San Marco Handpresse. Neustadt a. Rbg. 1997
- Nachtgeviert. Gedichte. Postskriptum. Hannover 1997. ISBN 3-922382-76-2
- Stürzen. Gedichte. Eric van der Wal. Bergen/Holland 2000
- Was kommen wird. Gedichte mit einer Radierung von Peter Marggraf. San Marco Handpresse. Neustadt 2001
- Aus gegebenem Anlaß. Eric van der Wal. Bergen/Holland. 2002
- Mit der Hand auf der Schulter. Gedichte. Eric van der Wal. Bergen/Holland 2006
- Ins schwarze Heft. November-Notizen. San Marco Handpresse Peter Marggraf, Neustadt 2009
- Stimmen im Depot. Neue Gedichte. Eric van der Wal. Bergen/Holland 2011
- Wechselgetriebe. Ausgewählte Gedichte und Notate. Mit einem Nachwort von Hermann Kinder und Zeichnungen von Peter Marggraf. Aisthesis Verlag, Bielefeld 2011, ISBN 978-3-89528-874-6
- Märzwinter. Ein Hörstück. Mit 16 Grafiken von Peter Marggraf. San Marco Handpresse, Neustadt 2013
- Lesebuch Hans Georg Bulla. Zusammengestellt vom Autor, mit einem Nachwort von Walter Gödden. Aisthesis Verlag, Bielefeld 2025, ISBN 978-3-8498-2121-0

## Zitat
„Der tote Nachbar“

„Redete mit den Vögeln, / den Blumen im Garten. / Ging langsam auf dem Kiesweg / dem hellen Enkelkind nach. / Ließ mir den Vortritt im Laden, / ich hatte es immer eilig.“